# Vila de Punhe
Vila de Punhe ist eine Gemeinde (Freguesia) im nordportugiesischen Kreis Viana do Castelo der Unterregion Minho-Lima. In ihr leben 2064 Einwohner (Stand 19. April 2021).

## Bauwerke
- Castro de Roques
- Quinta de São Cristovão da Portela
- Casa da Torre das Neves